# George Gao
Gao Fu (chinês: 高福, pinyin: Gāo Fú; Ying, 15 de novembro de 1961), também conhecido como George Fu Gao, é um virologista e imunologista chinês. Ele tem atuado como Diretor do Centro Chinês para Controle e Prevenção de Doenças desde 2017 e Reitor da Escola de Medicina Savaid da Universidade da Academia Chinesa de Ciências desde 2015.
Gao é um acadêmico da Academia Chinesa de Ciências e da Academia Mundial de Ciências, bem como um membro associado estrangeiro da Academia Brasileira de Ciências (2020), da Academia Nacional de Ciências dos EUA e da Academia Nacional de Medicina dos EUA. Ele recebeu o Prêmio TWAS de Ciências Médicas em 2012 e o Prêmio Nikkei da Ásia em 2014.

## Infância e educação
Gao nasceu em 15 de novembro de 1961 no condado de Ying, Xanxim, China. Ele entrou na Universidade Agrícola de Xanxim e foi designado para estudar medicina veterinária, embora não quisesse ser veterinário.
Depois de se formar em 1983, ele entrou na escola de pós-graduação da Universidade Agrícola de Pequim, onde obteve o título de mestre em microbiologia e epidemiologia veterinária em 1986. Isso permitiu que ele mudasse o rumo de sua carreira para a pesquisa de doenças infecciosas e ele ingressou no corpo docente da universidade como assistente de ensino e, posteriormente, como professor de virologia .

## Educação e carreira no exterior
Em 1991, Gao foi para o Reino Unido estudar na Universidade de Oxford, onde obteve seu doutorado em bioquímica em 1994 sob a supervisão de David H. L. Bishop e Ernest A. Gould. Após um período de três meses na Universidade de Calgary, no Canadá, ele voltou a Oxford como pesquisador de pós-doutorado, trabalhando com John I. Bell, Andrew McMichael e Bent K. Jakobsen.
Em 1999, Gao mudou-se para a Escola de Medicina de Harvard com a bolsa Wellcome Trust International Travelling Fellow e conduziu pesquisas com Don Craig Wiley e Stephen C. Harrison até 2001. De 2001 a 2004, Gao lecionou na Universidade de Oxford, atuando como professor, supervisor de doutorado e líder de grupo.

## Carreira na China
Após 13 anos no exterior, Gao retornou à China em 2004 para atuar como Professor e Diretor do Instituto de Microbiologia da Academia Chinesa de Ciências (CAS). Em 2008, ele foi nomeado vice-presidente dos Institutos de Ciências da Vida de Pequim e diretor do Laboratório Nacional de Microorganismos Patogênicos e Imunologia do CAS. Ele também é professor adjunto em Oxford desde 2010.
Gao foi nomeado vice-diretor do Centro Chinês para Controle e Prevenção de Doenças em abril de 2011. Ele foi promovido a Diretor em agosto de 2017, sucedendo Wang Yu (王宇).
Em 2015, Gao foi nomeado reitor da Savaid Medical School da Universidade da Academia Chinesa de Ciências.
Em 2020, Gao contribuiu para a pesquisa sobre SARS-CoV-2 .

## Contribuições
O foco principal da pesquisa de Gao é o mecanismo de entrada e liberação do vírus, especialmente a transmissão entre espécies (salto do hospedeiro) do vírus da gripe. Ele também estuda a ecologia viral, incluindo a ecologia do vírus da gripe em aves migratórias e mercados de aves. Ele foi o primeiro a descrever o mecanismo de transmissão cruzada do vírus da gripe aviária H5N1.
A pesquisa de Gao também envolve políticas de saúde pública e global. Durante o pico do surto de Ebola de 2014, ele passou dois meses liderando o China Mobile Test Laboratory em Serra Leoa, de setembro a novembro, desempenhando um papel que é descrito pela Academia Nacional de Ciências dos Estados Unidos como "heróico" no combate à epidemia.
Até 2019, Gao publicou 20 livros ou capítulos de livros e mais de 500 artigos de pesquisa revisados por pares, incluindo aqueles sobre vírus patogênicos recém-descobertos, como o vírus SARS e o vírus da gripe aviária H7N9.